# 膜分離
膜分離（まくぶんり、英: membrane separation）とは、液体または気体を選択性を持つ隔壁（膜）に通すことで目的物を濾し分ける操作の総称である。主な膜分離操作として、濾過や透析が挙げられる。物質移動の推進力は主に圧力差、濃度差、電位差である。

## 概要
膜分離には、一般に以下の式が成立する。
{\displaystyle N=k\ (x_{in}-x_{out})}
（ただし{\displaystyle N\ }は膜透過流束、{\displaystyle x\ }は推進力、{\displaystyle k\ }は物質移動係数）
この共通性に基づいて、一見別の理論に基づいて操作されていると思われがちな諸々の膜分離法を総合的にとらえた言葉だといえる。膜分離は主に化学工学の分野で用いられ、単位操作の概念に強く関連している。

## 例外
上式は一般的性質を定式化したもので、これには例外が多く存在する。

### Knudsen拡散
多孔質膜の透過は、膜中の貫通孔がナノオーダーと小さく、通過する分子同士の衝突よりも壁との衝突のほうが影響が大きくなる。このKnudsen拡散支配と呼ばれる領域では、物質移動係数が膜厚のみならず拡散係数や温度にも依る。

### ブロッキング効果
混合ガスでは種類の異なるガスが細孔をふさぐことで純ガスより透過率が減少することがある。
非多孔質膜の透過は、明確に認識できる孔は存在せず、膜に対して通過分子が溶解する溶解拡散モデルをとることがある。この場合では、物質移動係数が膜厚のほか膜への通過分子の溶解度にも依存する。
また、膜透過流束が大きい、つまり膜を通過しやすい分離においては、原料液や分離後の液の物質移動抵抗を無視できなくなるため、それらを含めた総括物質移動係数を定義することがある。

## 膜分離の種類
- 濃度差を利用するもの
  1. ガス分離 …酸素富化空気の生成、ウラン濃縮
  2. パーベーポレーション …純水製造、アルコールと水の分離
  3. 透析 …人工腎臓
  4. 液膜 …金属イオンの分離
- 圧力差を利用するもの
  1. 精密濾過 …油エマルション分離、酵素・細菌分離
  2. 限外濾過 …無菌濾過、たんぱく質の分子量分画
  3. 逆浸透 …海水脱塩、ジュース等の濃縮
- 電位差を利用するもの
  1. 電気透析 …食塩製造、用水軟化